# 李元燁
李 元燁（イ・ウォニョプ、朝鮮語: 이원엽、1924年8月16日 - 2014年5月7日）は、大韓民国の陸軍軍人、政治家、実業家、洋画家。第6代審計院長、初代監査院長、第7代韓国国会議員を歴任した。カトリック教徒。

## 経歴
日本統治時代の咸鏡南道咸興または北青郡新昌邑出身。志願兵として日本軍に入隊。陸軍士官学校（5期）・陸軍大学卒、国学大学を経て延世大学校経営大学院修士課程修了。1961年、陸軍航空学校校長を務めた時に5・16軍事クーデターに参加し、国家再建最高会議最高委員・文社委員長、審計院長を務めた。1963年12月12日に陸軍少将として予備役に編入された後、監査院長、国家安全保障会議常任委員、第7代国会議員、石油化学支援公団理事長、航空協会会長、南海化学社長を歴任した。政財界を引退した後は画家となり、日曜画家会会長を務めた。
2014年5月7日、持病により死去。享年90。

## 勲章
- 忠武武功勲章[3]